# Tor Endresen
Tor Lars Oskar Endresen (Bergen, 15 de junio de 1959) es un cantante y compositor noruego.

## Carrera
Participó en numerosas ocasiones en el Melodi Grand Prix, que cada año selecciona al representante de Noruega para el Festival de Eurovisión, pero solo lo ganó en una ocasión, representado a su país en el Festival de la Canción de Eurovisión 1997. Su tema "San Francisco", terminó en última posición con ningún punto.
Endresen participó en una serie de la televisión noruega a principios de la década de 1990, llamado Lollipop donde se interpretaban canciones pop de los años 50 y 60. La serie constó de 30 episodios, y se lanzaron tres álbumes (letras en inglés) con música de la serie y que tuvieron gran éxito de ventas en Noruega.
Ha sido galardonado con dos premios de la Disney por su contribución en las versiones en noruego de películas de la Disney.

## Curiosidades
El tema titulado "Black Rain" perteneciente a su álbum Call Me Stranger en 1986, casi fue escogido como el tema de la película de James Bond The Living Daylights en 1987. (La elección recayó en el grupo noruego A-ha.)

## Éxitos
- 1992 "Radio Luxembourg"
- 1991 "Ingen er så nydelig som du"

## Discografía

### Álbumes
- 2005 - Now And Forever
- 2004 - Retrofeelia
- 2001 - Julen i våre hjerter (álbum de Navidad, con su hija Anne Sophie)
- 2001 - Trippel Tor (CD-box) (con reediciones de Solo, Tor Endresen II y Sanger)
- 2000 - Blue
- 1999 - Tarzan (banda sonora noruega de la película Tarzán)
- 1998 - Nære ting (con Rune Larsen)
- 1997 - De aller beste (recopilatorio)
- 1996 - Sanger
- 1995 - Det beste fra Lollipop (recopilatorio)
- 1992 - Tor Endresen II
- 1992 - Collection (con Pål Thowsen) (recolpilatorio)
- 1991 - Lollipop Jukebox (con Rune Larsen, Carola, Karoline Krüger y The Lollipops)
- 1991 - Solo
- 1990 - Lollipop 2 (con Rune Larsen y The Lollipops)
- 1989 - Lollipop (con Rune Larsen)
- 1989 - Life Goes On (con Pål Thowsen)
- 1986 - Call Me Stranger (con Pål Thowsen) (incluye al trompetista noruego Ole Edvard Antonsen)

### Melodi Grand Prix
- 2006 - "Dreaming of a new tomorrow" (5.º)
- 2005 - "Can you hear me" (con el grupo Seppo - 5.º)
- 1999 - "Lover" (3.º)
- 1997 - "San Francisco" (1.º)
- 1994 - "Aladdin" (2.º)
- 1993 - "Hva" (3.º)
- 1992 - "Radio Luxembourg" (2.º)
- 1990 - "Café le swing" (3.º)
- 1989 - "Til det gryr av dag" (2.º)
- 1988 - "Lengt" (4.º)
- 1987 - "Hemmelig drøm" (9.º)

### Festival de Eurovisión
- 1997 - "San Francisco" (24.º y último, empatado con Célia Lawson de Portugal)
- 1988 - "For Vår Jord" - haciendo coros a Karoline Krüger